# Günter Delzepich
Günter Delzepich (* 21. März 1958 in Würselen) ist ein ehemaliger deutscher Fußballspieler.

## Laufbahn
Delzepich absolvierte in den Jahren 1984 bis 1990 insgesamt 179 Spiele mit 29 Toren in der 2. Fußball-Bundesliga sowie von 1990 bis 1991 20 Spiele mit 7 Toren in der Oberliga Nordrhein für Alemannia Aachen. Er war wegen seiner imposanten Erscheinung bekannt, da er bei einer Körpergröße von 1,92 m 98 kg wog; „zwei Meter, zwei Zentner“ war ein auf Delzepich bezogenes geflügeltes Wort. Wegen seines sehr kräftigen Schusses wettete er, dass er einen Medizinball von außerhalb des 16-Meter Raumes, ohne dass der Ball auftropft, ins Tor schießen könne. Er verlor die Wette, da er darüber schoss. Die Medizinball-Wette war laut O-Ton Delzepichs eine Ente einer Zeitung. Laut ihm, lag am 16er ein Medizinball, gegen den er trat. Im Interview sagte er: „Da hat einfach mal ein Medizinball am Sechzehner gelegen, ich bin nur hin gelaufen und habe ihn einfach übers Tor geschossen“.
In der Saison 1986/87 wechselte er für eine Spielzeit zu Sturm Graz, wo er 28 Spiele absolvierte und 6 Tore schoss.
Danach kehrte er wieder zurück zur Alemannia, für die er auch im Anschluss an seine Profikarriere noch weiter in der Traditionsmannschaft spielte, bis er auch hier am 27. August 2016 sein letztes Spiel absolvierte.
Bis zu seinem Ruhestand im Oktober 2022 war Günter Delzepich Abteilungsleiter bei der Stadt Aachen.

## Vereine
| Saison  | Verein           | Land        | Liga               | Spiele | Tore |
| ------- | ---------------- | ----------- | ------------------ | ------ | ---- |
| 1984/85 | Alemannia Aachen | Deutschland | 2. Liga            | 38     | 8    |
| 1985/86 | Alemannia Aachen | Deutschland | 2. Liga            | 30     | 5    |
| 1986/87 | Alemannia Aachen | Deutschland | 2. Liga            | 4      | 0    |
| 1986/87 | SK Sturm Graz    | Österreich  | 1. Liga            | 28     | 6    |
| 1987/88 | Alemannia Aachen | Deutschland | 2. Liga            | 38     | 6    |
| 1988/89 | Alemannia Aachen | Deutschland | 2. Liga            | 35     | 5    |
| 1989/90 | Alemannia Aachen | Deutschland | 2. Liga            | 34     | 5    |
| 1990/91 | Alemannia Aachen | Deutschland | Oberliga Nordrhein | 20     | 7    |